# Schouwburg Lochem
Schouwburg Lochem is een middelgrote theaterzaal in de Nederlandse stad Lochem, met voorstellingen van nationaal en lokaal karakter.
Deze zaal heeft een lange geschiedenis en is in 1973 en 2009 verbouwd.
De eerste feest- en concertzaal uit 1869 heeft op Kerstmis 1908 in brand gestaan. Deze was op initiatief van herensociëteit 'De Eendracht' en burgersociëteit 'De Harmonie' gebouwd. In 1910 kwam er een nieuw gebouw van architect Hellendoorn liggend aan de Oosterwal.